# Самарли
Самарли́ (также Сомарли, Юз-Маг; укр. Самарлі, крымскотат. Samarlı, Самарлы) — самая длинная река на Керченском полуострове, в Крыму. Длина реки — 50 км. На протяжении большей части года русло реки остаётся сухим, вода в нём наблюдается главным образом весной, в период снеготаяния, и во время осадков ливневого характера.
Начинается в центральной части Керченского полуострова у села Новосёловка Ленинского района. Правый приток — маловодная балка, проходящая через село Фонтан, носит название Бор-Джилга. Площадь водосборного бассейна — 267 км². В среднем течении у села Ленинское в 1948 году построено Ленинское водохранилище. В 1972 году Ленинское водохранилище реконструировано с увеличением объёма до 7,7 млн м³ и подключением к Северо-Крымскому каналу. Ниже по течению, после пересечения рекой Северо-Крымского канала в естественной котловине сооружено Самарлинское водохранилище объёмом 9 млн м³, которое также заполнялось днепровской водой. У села Ленинское русло Самарли на протяжении 3,9 км спрямлено и используется в качестве коллектора ГК-36, отводящего коллекторно-дренажные воды с площади 487 га.
Расположенное неподалёку от Акташского озера низовье реки Самарли теряется в заболоченных Астанинских плавнях — орнитологическом заказнике государственного значения. Заказник расположен в 10 км от Казантипского природного заповедника.
В бассейне реки расположено Керченское (Самарлинское) водохранилище.